# Janet Backhouse
Janet Moira Backhouse (geboren 8. Februar 1938 in Corsham; gestorben 3. November 2004 in Bath) war eine britische Bibliothekskuratorin am British Museum und Kunsthistorikerin. Sie war Spezialistin für mittelalterliche Manuskripte, insbesondere der angelsächsischen Periode und eine führende Autorität auf dem Gebiet der Bilderhandschriften.

## Jugend und Ausbildung
Janet Backhouse wurde in Corsham, Wiltshire, als Tochter des Viehfutterhändlers Joseph Holme Backhouse und dessen Ehefrau Jessie Chivers Backhouse geboren. Ihr Bruder David John Backhouse wurde Bildhauer und Autor. Sie besuchte die Stonar School in der Nähe von Atworth (Wiltshire) und das Bedford College in London, wo sie mit der Professorin für Kunstgeschichte, Lillian Penson (1896–1963) und dem Paläografen Francis Wormald (1904–1972) zusammenarbeitete.

## Karriere
1962 trat Backhouse in die Handschriftenabteilung des Britisch Museums ein, wo sie als Assistentin des Kurators für Western Manuscripts tätig war. In dieser Funktion katalogisierte sie den Nachlass der Reiterin Anne Blunt, begleitete 1977 ein Manuskript von Zar Iwan Alexander nach Bulgarien und begleitete 1987 die Ausstellung der Lindisfarne-Evangelien in der Kathedrale von Durham anlässlich des 1300. Jahrestages des Todes von Cuthbert von Lindisfarne. Außerdem organisierte sie zusammen mit der Kunsthistorikerin Leslie Webster 1991 eine Ausstellung angelsächsischer Artefakte und Manuskripte im British Museum.
Backhouse war Mitglied der Henry Bradshaw Society, Fellow der Society of Antiquaries of London und fungierte als Berater des National Art Collections Fund. 1993 wurde sie zum Mitglied des Comité Internationale de Paléographie Latine gewählt. 1998 gab sie den Tagungsband des Harlaxton Medieval Symposiums heraus. 1998 ging sie als Kuratorin für Bilderhandschriften an der British Library in den Ruhestand. Am Ende ihrer Karriere „hatte sie sich einen internationalen Ruf als eine der führenden Wissenschaftlerinnen auf ihrem Gebiet erworben“.
Backhouse starb 2004 im Alter von 66 Jahren in Bath, Somerset, an Krebs. Sie trug zu A Masterpiece Reconstructed: The Hours of Louis XII (2005), das nach ihrem Tod veröffentlicht wurde, einen Aufsatz zum Illuminator Jean Bourdichon bei. Eine Festschrift, Illuminating the Book. Makers and Interpreters. Essays in Honour of Janet Backhouse, wurde anlässlich ihrer Pensionierung veröffentlicht, herausgegeben von Michelle P. Brown und Scot McKendrick (1998).

## Publikationen
- The Illuminated Manuscript. Neuauflage. Phaidon, Oxford 1979, ISBN 0-7148-1969-7 (eingeschränkte Vorschau in der Google-Buchsuche).
- mit D. H. Turner, L. Webster u. a.: The golden age of Anglo-Saxon art, 966–1066. British Museum, London 1984, ISBN 0-7141-0532-5.
- The Lindisfarne Gospels. Cornell University Press, Ithaca, N. Y. 1981, ISBN 0-8014-1354-0.
- Books of Hours. Hrsg.: British Library. London 1985, ISBN 0-7123-0052-X (englisch, Scan – Internet Archive [abgerufen am 26. Juli 2022]).
- mit Christopher de Hamel: The Becket Leaves. British Library, London 1988, ISBN 0-7123-0141-0 (eingeschränkte Vorschau in der Google-Buchsuche).
- The Luttrell Psalter. British Library, London 1989, ISBN 0-7123-0176-3 (über die Luttrell-Psalter).
- The Bedford Hours. British Library, London 1990, ISBN 978-0-7123-0231-9 (eingeschränkte Vorschau in der Google-Buchsuche).
- The British Library (Hrsg.): The Isabella breviary. London 1993, ISBN 0-7123-0269-7 (englisch, eingeschränkte Vorschau in der Google-Buchsuche – gov.au Summary/Klappentext).
- mit British Library: The Illuminated Page. Ten Centuries of Manuscript Painting in the British Library. British Library, London 1997, ISBN 0-7123-4542-6 (eingeschränkte Vorschau in der Google-Buchsuche).
- The Hastings Hours. Pomegranate Artbooks in Verbindung mit British Library, San Francisco 1997, ISBN 0-7649-0002-1 (eingeschränkte Vorschau in der Google-Buchsuche).
- The Sherborne Missal. University of Toronto Press, Toronto 1999, ISBN 0-8020-4743-2 (eingeschränkte Vorschau in der Google-Buchsuche).
- mit Ralph William Sarkonak und British Library Staff: Medieval Rural Life in the Luttrell Psalter. University of Toronto Press, Toronto 2000, ISBN 0-8020-8399-4 (eingeschränkte Vorschau in der Google-Buchsuche).
- Medieval Birds in the Sherborne Missal. Co-published by the British Library. University of Toronto Press, Toronto 2001, ISBN 0-8020-8434-6 (eingeschränkte Vorschau in der Google-Buchsuche).
- mit British Library: Illumination from Books of Hours. British Library, London 2004, ISBN 0-7123-4849-2 (eingeschränkte Vorschau in der Google-Buchsuche).